# 독발씨
독발씨(중국어 정체자: 禿髮氏, 병음: Tū fà shì)는 삼국 시대와 진나라 시기의 선비족 지파인 독발선비의 성씨로서, 탁발힐분의 장남인 독발필고가 시조이다. 이들은 후에 남량(南涼)을 건립하였으며, 남량 멸망 이후 독발녹단의 아들인 독발파강(禿髮破羌)이 북위(北魏)에 귀의해 원씨(源氏) 성을 하사받아 성을 독발씨에서 원씨로 바꾸었다.